# M19 (球狀星團)
M19（梅西耶19或NGC 6273）是在星座蛇夫座的一個球狀星團。它是由查爾斯·梅西耶在1764年6月5日發現的並於同年添加到他的彗星狀天體目錄中。它在1784 年被威廉·赫歇爾分解出單獨的恆星。他的兒子約翰·赫歇爾將其描述為「一個可以分解成無數顆恆星的極好星團」。該星團位於 蛇夫座θ的西南偏西4.5°，使用50 mm（2.0英寸）的雙筒望遠鏡只能看見模糊的光斑。使用25.4 cm（10.0英寸） 孔徑的望遠觀看，星團顯示橢圓形外觀，並帶有3′ × 4′核心和 5′ × 7′暈。
M19是已知的球狀星團中最扁平的星團之一。因為發射的光沿東部邊緣被強烈吸收，這種扁平狀可能無法準確反映星團的物理形狀。這是由氣體和塵埃引起消光造成的結果。以紅外檢視查看時，該星團幾乎沒有顯示扁平狀。它與太陽系的距離為28.7 kly（8.8 kpc），並且離銀河中心很近，只有大約 6.5 kly（2.0 kpc）。
這個星團包含的質量估計是太陽的1,100,000倍，它大約已有119億年的歷史。恆星種群包括四顆 造父變星和金牛座RV型變星，加上至少一顆其週期已知的天琴座RR型變星。在倫琴衛星任務期間進行的觀測未能揭示任何低強度的 X 射線源。

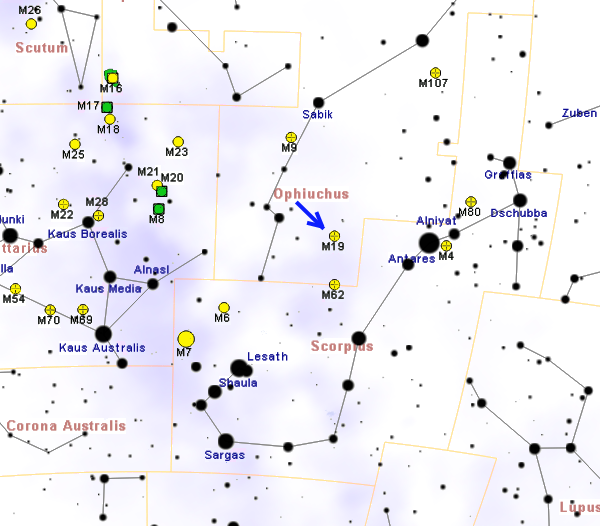
標示M19位置的星圖。

## 外部連結
- Messier 19, SEDS Messier pages
- Messier 19, Galactic Globular Clusters Database page
- WikiSky上关于M19 (球狀星團)的内容：DSS2, SDSS, GALEX, IRAS, 氢α, X射线, 天文照片, 天图, 文章和图片